# The Open Championship 1999
De 128e editie van het Brits Open werd van 16-19 juli 1998 gespeeld op de Carnoustie Golf Club in Schotland. Het prijzengeld was € 2.850.000, de winnaar kreeg € 490.000 (£ 350.000).
Het Open werd gewonnen door Paul Lawrie. Het was de eerste keer dat een speler, die zich gekwalificeerd had via de voorrondes, het toernooi won. Beste amateur was de 21-jarige Luke Donald, hij had zich ook via de voorrondes gekwalificeerd  maar hij miste de cut. Ook Per-Ulrik Johansson, Tom Gillis en Jean van de Velde kwalificeerden zich in de voorrondes.
Rod Pampling was na ronde 1 de enige speler die par speelde, maar miste vervolgens met 71-86 toch de cut. Van de Velde stond na twee rondes aan de leiding met een score van 75-68. De cut was 155 (+13). Zijn derde ronde was goed genoeg om aan de leiding te blijven, maar op de 72ste hole maakte hij een dubbel-bogey, waardoor het toernooi met een 4-holes play-off eindigde tussen hem, Paul Lawrie en Justin Leonard. De scores waren dat jaar abnormaal hoog, in totaal werden slechts twaalf rondes onder par gespeeld.
| 1  | Paul Lawrie       | 290 | +6  |
| T2 | Jean van de Velde | 290 | +6  |
| T2 | Justin Leonard    | 290 | +6  |
| T4 | Ángel Cabrera     | 291 | +7  |
| T4 | Craig Parry       | 291 | +7  |
| 6  | Greg Norman       | 293 | +9  |
| T7 | David Frost       | 294 | +10 |
| T7 | Davis Love III    | 294 | +10 |
| T7 | Tiger Woods       | 294 | +10 |

## Play-off
De play-off werd gespeeld over de laatste vier holes (par 4-3-4-4).
| Nr | Player            | Score | Score | Score | Score | Score | Score | Prijzengeld |
| -- | ----------------- | ----- | ----- | ----- | ----- | ----- | ----- | ----------- |
| 1  | Paul Lawrie       | 5     | 4     | 3     | 3     | 15    | par   | £ 350,000   |
| T2 | Justin Leonard    | 5     | 4     | 4     | 5     | 18    | +3    | £ 185,000   |
| T2 | Jean van de Velde | 6     | 4     | 3     | 5     | 18    | +3    | £ 185,000   |